# Bitoma quadricollis
Bitoma quadricollis är en skalbaggsart som först beskrevs av Horn 1885.  Bitoma quadricollis ingår i släktet Bitoma och familjen barkbaggar. Inga underarter finns listade i Catalogue of Life.